# Strijd om Bredevoort
De Strijd om Bredevoort (Duits: Bredevoorter Fehde) was een strijd tussen bisschop Lodewijk II van Münster van het bisdom Münster en Reinald II van Gelre, graaf van Gelre, om het bezit van de heerlijkheid Bredevoort. De strijd begon na het uiteenvallen van het graafschap Lohn. Reinald II nam in de zomer van 1322 Kasteel Bredevoort in en ondernam vervolgens als compensatie van de gemaakte kosten met 700 ridders en infanterie rooftochten in het Münsterse gebied. Dit lokte natuurlijk een reactie uit. De strijd duurde met korte tussenpozen vier jaar. Na het ondertekenen van een definitief vredesverdrag op 28 juni 1326 in Wesel in het voordeel van Reinald II werd Bredevoort definitief Gelders.

## Aanloop

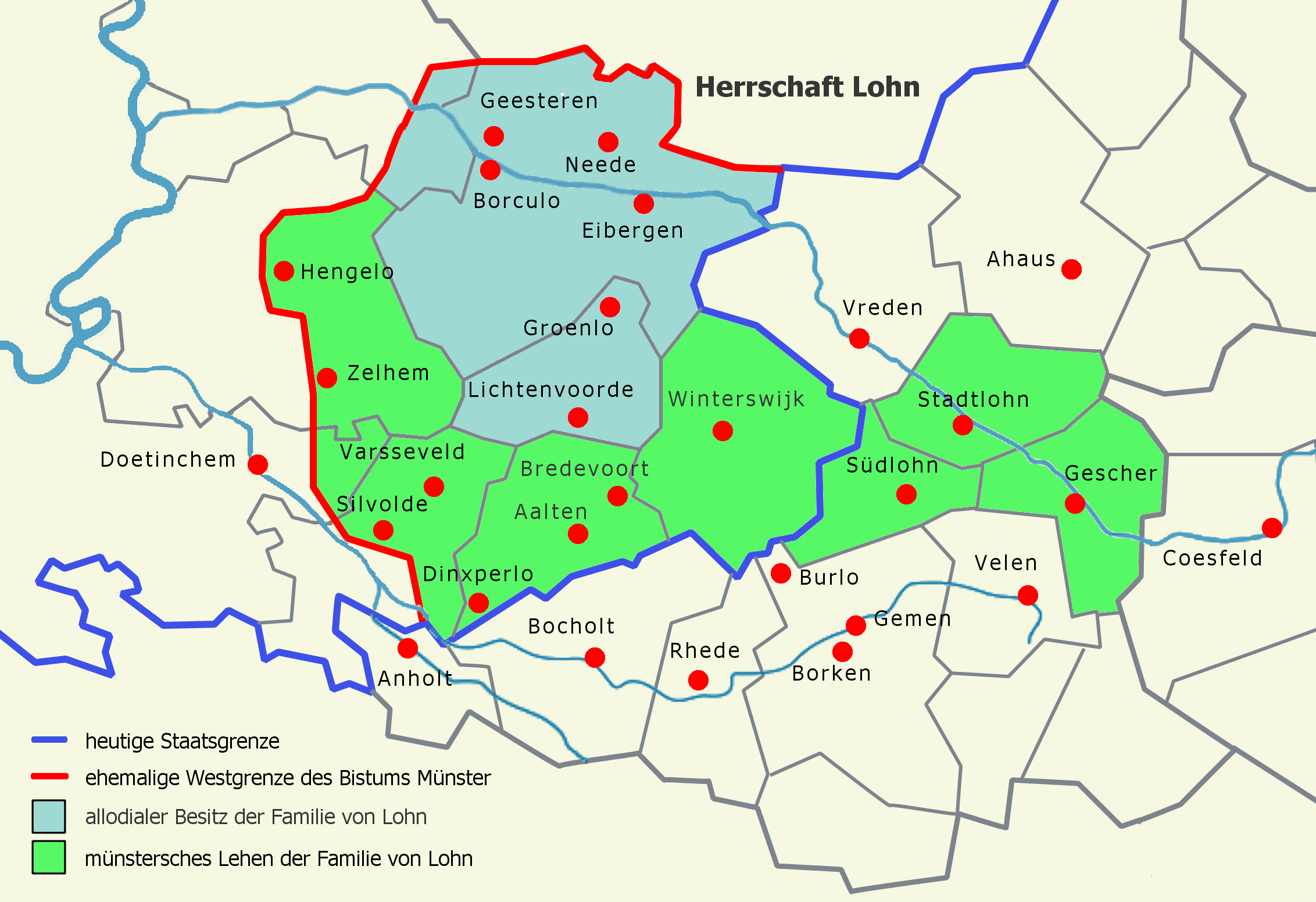
De heerlijkheid Lohn rond 1250, voordat het gebied in 1316 uiteenviel.

### Verdwijnen van het graafschap Lohn
Toen graaf Herman II van Lohn in 1316 kinderloos overleed, verdween met hem ook het graafschap Lohn. Otto van Ahaus was een van de erfgenamen van Bredevoort, omdat zijn moeder een zuster van Herman van Lohn was. Hij erfde de helft van het kasteel Bredevoort inclusief de Ahause aanspraken op het graafschap Lohn. De andere helft van de burcht was al sedert 1284 bisschoppelijk bezit. Troepen uit het bisdom Münster kwamen onmiddellijk de burcht bezetten. Reinoud I van Gelre, die ook aanspraak maakte op Bredevoort, greep echter niet in. Wel sloot hij dat jaar een wapenstilstand voor een periode van drie jaar. Reinald raakte al eerder met de heer van Bronckhorst in conflict over het recht op de heerlijkheid Lichtenvoorde, maar dat was in 1312 met een vrede beklonken.

### Verwikkelingen rondom de heerlijkheid Bermentfelde
Dat lag anders rondom de heerlijkheid Bredevoort. Een Gelders-Münsters verdrag uit 9 december 1316 had de twist moeten beëindigen, maar de strijd verscherpte zich toen graaf Reinald door de koop van de heerlijkheid Bermentfelde (Barnsfeld) aanspraak maakte op het gebied en gericht van Honberg (Honberg ging later op in het Ambt Ahaus). Honberg of Honborn was een ambtsgericht en omvatte de steden Stadtlohn, Südlohn, Borken en Gescher. Lodewijk II van Münster liet daarop onmiddellijk op 25 mei 1319 het naburige dorp Ramsdorf versterken en verleende het dorp stadsrechten. Ook liet hij in 1321 een landweer rondom ieder kerspel aanleggen. Uit een schrijven van graaf Willem III van Holland uit 1322 aan bisschop Lodewijk II van Münster blijkt dat hij graaf Reinald II van Gelre als opvolger van Reinoud I steunde in zijn aanspraken op Bredevoort.

## Strijd

### Verrassing slapende Gelderse ridders door Borkense militie
Reinald II nam in de zomer van 1322 Bredevoort in en ondernam als schadevergoeding met 700 ridders en infanterie rooftochten in het Münsterse gebied. De Münsterse bisschop zocht steun bij de stad Borken die hem vierhonderd man beloofde, die op 23 maart 1323 tijdens een nieuwe strooptocht van Reinald II aanvielen. Engelbert II van der Mark nam Haltern en Dülmen in, maar deze werden door de bisschop weer ontzet.
Het leger van Reinald II van Gelre sliep bij de stad Dülmen met een minimum aan schildwachten. Het Borkense leger doodde hun paarden zodat de ridders van Reinald II weerloos waren in hun zware harnassen. Het Borkense leger maakte daarbij onder ridders en schildknapen 86 dodelijke slachtoffers en nam honderd ridders gevangen. De gevangengenomen ridders leverden veel losgeld op. Echter niet lang daarna werd bij Dülmen de bisschop van Münster zelf gevangengenomen door Engelbert II van der Mark in mei van dat jaar. Pas in november kwam de bisschop van Münster tegen betaling van 5.000 zilveren Marken vrij, toen de graven van den Bergh en Gulik een vredesonderhandeling hadden gesloten.

### Vorming van coalities, maar geen veldslag

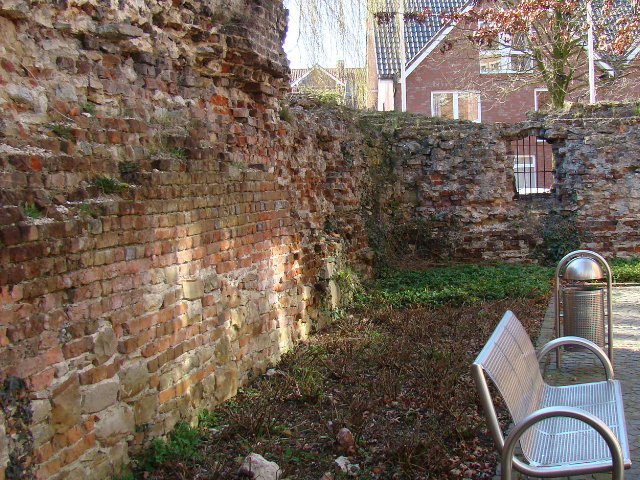
Ruïne van het kasteel in Vreden. In 1324 verwoest graaf Reinald het Münsterse deel van de stad Vreden, hij liet het Keulse deel ongemoeid. Het stadsdeel zou drie dagen hebben gebrand. Het stadsdeel werd nooit meer opgebouwd, de puinhopen van kasteel en een stuk stadsmuur zijn nog altijd zichtbaar.

Die vrede was van zeer korte duur, want vanaf het moment dat de bisschop vrij is veroverde hij Bredevoort weer en plunderde hij opnieuw het Gelderse land. Reinald II van Gelre kwam daarop weer in actie. Met een leger van 7000 ruiters en nog meer voetvolk trok hij met koning Jan van Bohemen, de graven van Vlaanderen, Holland, Artois, Van der Mark, Gulik en Van den Bergh, de bisschoppen van Luik en Utrecht naar Coesfeld. De Bisschop van Münster legerde bij Coesfeld ondersteund door troepen van Osnabrück, de graven van der Lippe, Waldeck en Sayn, een hoop Friezen, Hessen, Thuringers en Franken. Toen de troepen bij Coesfeld tegenover elkaar stonden, lukte het de koning Jan van Bohemen en graaf Willem III van Holland beide partijen tot een compromis te bewegen. Onder druk daarvan werd op 1 september 1324 een verdrag getekend. De bisschop van Utrecht deed er uiteindelijk een bindende uitspraak over. In Deventer verlangde de Münsterse kant ontheffing van Gelres rechten op Bredevoort, het gericht Honborn en het hof Reken. De scheidsrechters eisten de juiste bewijspapieren die deze aanspraak zou ondersteunen (welke waarschijnlijk niet bestonden). De definitieve uitspraak luidde dan ook gedifferentieerd: Met betrekking op het Bredevoortse vraagstuk moesten beide partijen zich schikken aan de leenheer van Bredevoort. Met betrekking op de strijd om Bermentfelde, Honborn en Reken kon de Utrechtse Bisschop geen uitspraak doen, vanwege de vete die sinds oude tijden (!) bestond. Aan Bisschop Ludwig werd echter 500 mark schadevergoeding toegekend, te betalen door de Graaf van Gelre. Wat viel te verwachten was dat de onbevredigende uitspraak geen vrede bracht.

### Verwoesting van Vreden
Graaf Reinald nam opnieuw Münsters land in. De stad Vreden moest het op 3 januari 1325 ontgelden. Het Münsterse deel van de stad werd verwoest. Reinald nam de heerlijkheid Bermentvelde (tegenwoordig: Barnsfeld, Südlohn) in. Op 25 april 1325 klaagde de bisschop bitter over de toegebrachte schade van 3000 mark.

### Definitieve vrede
Op 7 mei dat jaar waren beide partijen overeengekomen om de geldigheid van de Utrechtse uitspraak aan de burgemeesters en burgers van Keulen over te laten, maar zou de uiteindelijke beslissing overgelaten worden aan de graaf Diederik IX van Kleef en zijn broer Johan, zij stelden dat de schade aan de Peter en Paul-kerk in Wesel gecompenseerd moeten worden. Graaf Reinald moest tegen een vergoeding van 3.500 mark de heerlijkheid Bermentfelde aan de Bisschop van Münster terug geven. De Bisschop van Münster, die niet over dat geldbedrag kon beschikken, verpandde daarvoor de gerechten Winterswijk, Aalten en Dinxperlo alsmede het vrijgraafschap (vermoedelijk Bredevoort) aan Gelre. Het kasteel Bredevoort werd ter compensatie aan Reinald toegekend. Daarmee kwam de langdurige vete ten einde, en kwam er voor het bisdom Münster broodnodige rust in het gebied. Op 28 juni 1326 wordt dan het daadwerkelijk vredesverdrag ondertekend.

## Verdrag
Dit belangrijke verdrag werd in Wesel ondertekend door de steden Zutphen, Groenlo, Emmerik en Arnhem. Door dit verdrag kwam Reinald II uiteindelijk in pandbezit van de gerichten in Winterswijk, Aalten en Dinxperlo en de gehele heerlijkheid Bredevoort. Bredevoort was vanaf dat moment in pand van Gelre. Het pand kon op ieder moment door de Münstersen worden afgelost. De Münstersen losten het pandschap echter nooit in waardoor Bredevoort vanaf dat jaar definitief Gelders grondgebied bleef.

## Bron
- Willem Anne van Spaen; Oordeelkundige inleiding tot de historie van Gelderland, in 1795, Volume 1 - Uitgever: Utrecht, 1801-1805.
- (de)  Erich Wisplinghoff: Germania sacra: Historisch-statistische Beschreibung der Kirche des alten Reichs Berlin, 1992.
- (de)  Ferd. Schmidt; Die Bredevorter Fehde zwischen Geldern und Münster (1319-1326)
- (en)  ask.com Count of Mark[dode link]
- (de)  genealogy.net Amt Ahaus
- (de)  Adalbert Rabich; Die Regionalgeschichte von Dülmen und Umgebung op: books.google.nl
- Isaak A. Nijhoff; Gedenkwaardigheden uit de geschiedenis van Gelderland books.google.nl
- Johannes-Pieter Arend,Otto Van Rees; Algemeene geschiedenis des vaderlands van de vroegste tyden books.google.nl
- (de)  Klaus Scholz; Das Stift Alter Dom St. Pauli in Münster ;books.google.nl

1278: Van der Mark · 
1322-26: Reinoud van Gelre · 
1572: Willem van den Bergh ·
1583: Desperaten · 
1597: Maurits van Oranje · 
1606: Frederik Hendrik · 
1672: Bernhard von Galen